# Tuberolabium sarcochiloides
Tuberolabium sarcochiloides är en orkidéart som först beskrevs av Rudolf Schlechter, och fick sitt nu gällande namn av Leslie Andrew Garay. Tuberolabium sarcochiloides ingår i släktet Tuberolabium och familjen orkidéer. Inga underarter finns listade i Catalogue of Life.